# Greg Timmermans

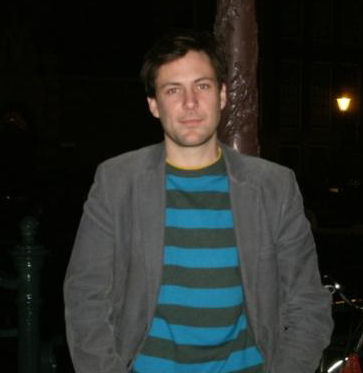
Acteur Greg Timmermans

Greg Timmermans (Antwerpen, 17 maart 1979) is een Vlaams acteur.
Greg Timmermans volgde zijn humaniora aan de Muzische Vorming in Antwerpen. Vervolgens studeerde hij Dramatische Kunst aan het RITCS in Brussel, waar hij in 2005 afstudeerde. 
Hij werkt in het theater als freelance acteur en speelde in meerdere producties van Hof Van Eede, FC Bergman, ‘t Arsenaal, Zuidpool, Studio Orka, HETPALEIS, MartHa!tentatief, Bronks, Het Gevolg, Toneelgezelschap Luxemburg, Moussem en andere. Sinds 2019 maakt hij deel uit van de vaste spelerskern van Hof Van Eede.
Zijn filmdebuut was in 2007 met de film Ben X van Nic Balthazar. Daarin speelde hij de rol van de autistische jongen Ben Vertriest. Hij speelde ook de rol van Wim Cassiers in de films Dossier K & Het Tweede Gelaat van Jan Verheyen. Daarnaast speelde hij mee in televisieseries zoals De Bunker, Cordon, Amateurs, Deadline 14/10, Deadline 25/05, Clan en Loslopend Wild.

## Films
- Ben X (2007)
- Christmas In Paris (2008)
- Meisjes (2009)
- Dossier K. (2009)
- Zot van A. (2010)
- Tot altijd (2012)
- IRL  (2013)
- Image (2013)
- About a Boy who ate an Oakwood Chair (2015)
- Het tweede gelaat (2017)
- Springstof (kortfilm) (2018)
- Hotel Poseidon (2019)
- Memphis (kortfilm) (2019)

## Televisie
- Team Spirit - de serie (2003)
- En daarmee basta! (2005)
- Kinderen van Dewindt (2005)
- Witse (2008 & 2012)
- Click-ID (2009)
- Code 37 (2009)
- Mega Mindy (2009)
- Aspe (2011)
- Monster (2011)
- Zone Stad (2011)
- Vermist III (2011)
- Clan (2012)
- Salamander I (2011)
- Deadline 14/10 (2012)
- Bergica (2012)
- Crème de la Crème (2013)
- Connie & Clyde (2013)
- Lang Leve (2013)
- Safety First (2013)
- Amateurs (2014)
- Loslopend Wild II (2014)
- Deadline 25/05 (2014)
- Cordon (2014 & 2016)
- De Bunker (2015 & 2022)
- Clinch (2016)
- Gent-West (2017)
- Over Water (2018)
- Undercover (2019)
- Callboys (2019)
- HannaH (2019)
- #hetisingewikkeld (2020)
- Juliet (2024)

Verder werkt Greg Timmermans regelmatig mee aan kortfilms van studenten aan diverse scholen.

## Theater
- Gevallen Ster (2002) - RITS
- Wit is altijd schoner (2003) - RITS
- De Kusseman (2004 herneming in 2005) - Theater Zuidpool
- Après Noël (2005/2006) - Theatercollectief Jenny
- Waan (2006 herneming in 2007) - Kolka Kollektief
- Ich bin ein star (2006) - Theater aan Zee
- Hedda (2007) - 't Arsenaal
- Puin (2007 herneming in 2009) - 't Arsenaal
- 386 Molière (2008 herneming in 2009) - 't Arsenaal
- De Thuiskomst (2008 herneming in 2009 & 2010) - FC Bergman
- Frank Vaganée meets... (2008) - 't Arsenaal
- Sleutelveld (2009) - BRONKS
- Thuis (2010) - 't Arsenaal
- Doodgewoon (2010) - Het Gevolg
- Het Verjaardagsfeest (2010) - FC Bergman
- 300L (2011 Herneming van 2012 tot 2020) - FC Bergman
- Drie Zusters (2011 herneming in 2012) - 't Arsenaal
- Botst het niet dan klinkt het (2011) - luxemburg vzw
- Waar het met de wereld naartoe gaat, daar gaan wij naartoe (2012 herneming in 2013, 2014 & 2017) - Hof van Eede
- De Gehoornden (2012 herneming in 2014) - Het Paleis
- Matador (2013 herneming in 2014) - Het Gevolg
- Kaspar (2013) - Braakland/Zhebilding
- Het Weiss Effect (2014 herneming in 2015 tot 2017) - Hof van Eede
- High Heels & Stuffed Zuccini(2015) - Moussem
- Zieke Jeugd(2016) - Theater Zuidpool
- Carrara (2016 herneming in 2017) - Studio Orka
- Vanish Beach (2017 herneming in 2018 & 2019) - Hof van Eede
- De 3 mannen van Ypsilanti (2018) - (Cantens, Verelst & Timmermans)
- Salon Secret (2018 herneming in 2019) - (Hof Van Eede/LAZARUS/Kopergieterij)
- Always in the kitchen (2018) - Hof van Eede
- De Hoge Weg (2018 herneming in 2019) - MartHa!tentatief
- The Big Drop-Out (2019) - Hof van Eede
- Realtime (2020) - Dries Gijsel
- Boy (2020) - Kyoko Scholiers